# Echthrodape africana
Echthrodape africana är en stekelart som beskrevs av Burks 1969. Echthrodape africana ingår i släktet Echthrodape och familjen gallglanssteklar.
Artens utbredningsområde är Kenya. Inga underarter finns listade i Catalogue of Life.